# Vialitoral
A VIALITORAL é uma empresa que gere o troços rodoviários das duas Vias Rápidas na Ilha da Madeira. A VR1 (ER 101) é compreendida entre a Ribeira Brava e Caniçal. A VR2 liga o centro da cidade de Câmara de Lobos ao Estreito de Câmara de Lobos. Esta concessionária é responsável pela exploração e manutenção em regime de portagem sem cobrança aos utilizadores (SCUT) dos referidos troços rodoviários, por um prazo de 25 anos.